# Balongmulyo
Balongmulyo is een bestuurslaag in het regentschap Rembang van de provincie Midden-Java, Indonesië. Balongmulyo telt 1835 inwoners (volkstelling 2010).